# Shōta Fukuoka
Shōta Fukuoka (福岡 将太?, Fukuoka Shōta; Nishi-Tokyo, 24 ottobre 1995) è un calciatore giapponese, difensore del Gamba Osaka.

## Caratteristiche tecniche
È un difensore centrale.

## Statistiche

### Presenze e reti nei club
Statistiche aggiornate all'8 dicembre 2024.
| Stagione                | Club                    | Campionato              | Campionato | Campionato | Coppe nazionali | Coppe nazionali | Coppe nazionali | Coppe continentali | Coppe continentali | Coppe continentali | Altre coppe | Altre coppe | Altre coppe | Totale | Totale |
| Stagione                | Club                    | Comp                    | Pres       | Reti       | Comp            | Pres            | Reti            | Comp               | Pres               | Reti               | Comp        | Pres        | Reti        | Pres   | Reti   |
| ----------------------- | ----------------------- | ----------------------- | ---------- | ---------- | --------------- | --------------- | --------------- | ------------------ | ------------------ | ------------------ | ----------- | ----------- | ----------- | ------ | ------ |
| 2014                    | Shonan Bellmare         | J2                      | 0          | 0          | CG              | 0               | 0               | -                  | -                  | -                  | -           | -           | -           | 0      | 0      |
| mar.-giu. 2014          | J. League U-22          | J3                      | 2          | 0          | -               | -               | -               | -                  | -                  | -                  | -           | -           | -           | 2      | 0      |
| 2015                    | Fukushima Utd           | J3                      | 12         | 0          | CG              | 1               | 0               | -                  | -                  | -                  | -           | -           | -           | 13     | 0      |
| 2016                    | Fukushima Utd           | J3                      | 14         | 1          | CG              | 0               | 0               | -                  | -                  | -                  | -           | -           | -           | 14     | 1      |
| Totale Fukushima Utd    | Totale Fukushima Utd    | Totale Fukushima Utd    | 26         | 1          |                 | 1               | 0               |                    | -                  | -                  |             | -           | -           | 27     | 1      |
| 2017                    | Tochigi                 | J3                      | 20         | 0          | -               | -               | -               | -                  | -                  | -                  | -           | -           | -           | 20     | 0      |
| 2018                    | Tochigi                 | J2                      | 31         | 2          | CG              | 1               | 0               | -                  | -                  | -                  | -           | -           | -           | 32     | 2      |
| Totale Tochigi          | Totale Tochigi          | Totale Tochigi          | 51         | 2          |                 | 1               | 0               |                    | -                  | -                  |             | -           | -           | 52     | 2      |
| 2019                    | Tokushima Vortis        | J2                      | 3          | 0          | CG              | 1               | 0               | -                  | -                  | -                  | -           | -           | -           | 4      | 0      |
| 2020                    | Tokushima Vortis        | J2                      | 27         | 0          | CG              | 2               | 0               | -                  | -                  | -                  | -           | -           | -           | 29     | 0      |
| 2021                    | Tokushima Vortis        | J1                      | 29         | 0          | CG+CdL          | 1+1             | 0               | -                  | -                  | -                  | -           | -           | -           | 31     | 0      |
| Totale Tokushima Vortis | Totale Tokushima Vortis | Totale Tokushima Vortis | 59         | 0          |                 | 5               | 0               |                    | -                  | -                  |             | -           | -           | 64     | 0      |
| 2022                    | Gamba Osaka             | J1                      | 11         | 0          | CG+CdL          | 3+3             | 0               | -                  | -                  | -                  | -           | -           | -           | 17     | 0      |
| 2023                    | Gamba Osaka             | J1                      | 25         | 0          | CG+CdL          | 0+8             | 0               | -                  | -                  | -                  | -           | -           | -           | 33     | 0      |
| 2024                    | Gamba Osaka             | J1                      | 36         | 2          | CG+CdL          | 6+1             | 1+0             | -                  | -                  | -                  | -           | -           | -           | 43     | 3      |
| Totale Gamba Osaka      | Totale Gamba Osaka      | Totale Gamba Osaka      | 72         | 2          |                 | 21              | 1               |                    | -                  | -                  |             | -           | -           | 93     | 3      |
| Totale carriera         | Totale carriera         | Totale carriera         | 210        | 5          |                 | 28              | 1               |                    | -                  | -                  |             | -           | -           | 238    | 6      |

## Palmarès

### Club

#### Competizioni nazionali
- J2 League: 2

Shonan Bellmare: 2014
Tokushima Vortis: 2020